# 杨桂山
杨桂山（1965年8月—），江苏兴化人，中国地理学家，河海大学校长，主要从事流域地理学、资源利用与生态保护等领域的研究。

## 生平
杨桂山于1987年毕业于南京大学地理系自然资源专业。后赴中国科学院南京地理与湖泊研究所深造，先后于1993年、1997年获硕士、博士学位。毕业后留所工作，历任研究实习员、助理研究员、副研究员、研究员。2000年任南京地理与湖泊研究所副所长，2004年升任所长。2010年，当选中国地理学会副理事长。2014年担任中国科学院南京分院副院长。2017年升任院长一职。2018年起兼任中国科学院大学南京学院院长、党委书记。2024年10月，出任河海大学校长、党委书记。